# Kacper Chodyna
Kacper Chodyna, né le 24 mai 1999 à Drawsko Pomorskie en Pologne, est un footballeur polonais qui évolue au poste d'ailier droit au Legia Varsovie.

## Biographie

### En club
Né à Drawsko Pomorskie en Pologne, Kacper Chodyna commence le football à l'Ina Ińsko. Il est repéré par l'AC Milan, qui lui fait faire un essai à l'âge de dix ans, puis il retourne en Pologne et joue pour le Światowid Łobez. Il est ensuite formé par le Lech Poznań, mais n'y joue aucun match avec l'équipe première. Le 10 mars 2017, il rejoint le Zagłębie Lubin, intégrant dans un premier temps l'équipe B du club.
Il joue son premier match en équipe première le 9 février 2020, lors d'une rencontre de championnat face au Piast Gliwice. Il est titularisé et son équipe s'incline par deux buts à zéro.
Chodyna inscrit son premier but pour le Zagłębie Lubin le 21 novembre 2020, face au Stal Mielec, en championnat. Titularisé, il ouvre le score et les deux équipes se neutralisent (2-2 score final). Le 2 décembre 2020 il se blesse lors d'une rencontre de coupe de Pologne remportée face au Podbeskidzie Bielsko-Biała après prolongations (2-4 score final). Touché au métatarse, il est absent pour trois mois.
Le 6 mai 2022, Chodyna se fait remarquer en marquant deux buts face au Radomiak Radom, en championnat. Il s'agit de son premier doublé, et il permet à son équipe de l'emporter par six buts à un.
Lors de l'été 2024, Kacper Chodyna rejoint le Legia Varsovie. Le transfert est annoncé dès le 12 juin 2024 et il signe un contrat courant jusqu'en juin 2028.
Chodyna marque son premier but pour le club le 18 octobre 2024 face au Lechia Gdańsk, en championnat. Titulaire, il participe à la victoire de son équipe par deux buts à zéro.

### En sélection
Kacper Chodyna représente l'équipe de Pologne des moins de 17 ans. Il joue un total de sept matchs entre 2015 et 2016 avec cette sélection.
Il joue trois matchs avec l'équipe de Pologne des moins de 18 ans, tous en 2016.